# Malomárok (Kolozsvár)

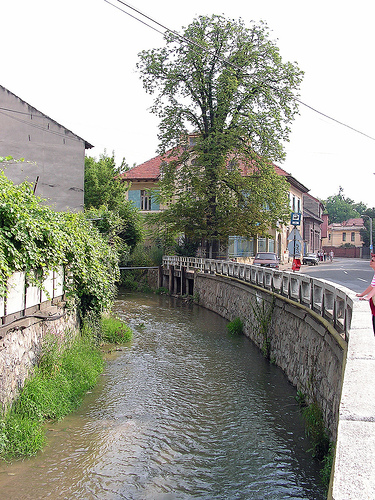
A Malomárok a Fürdő (Cardinal Iuliu Hossu) utca elején

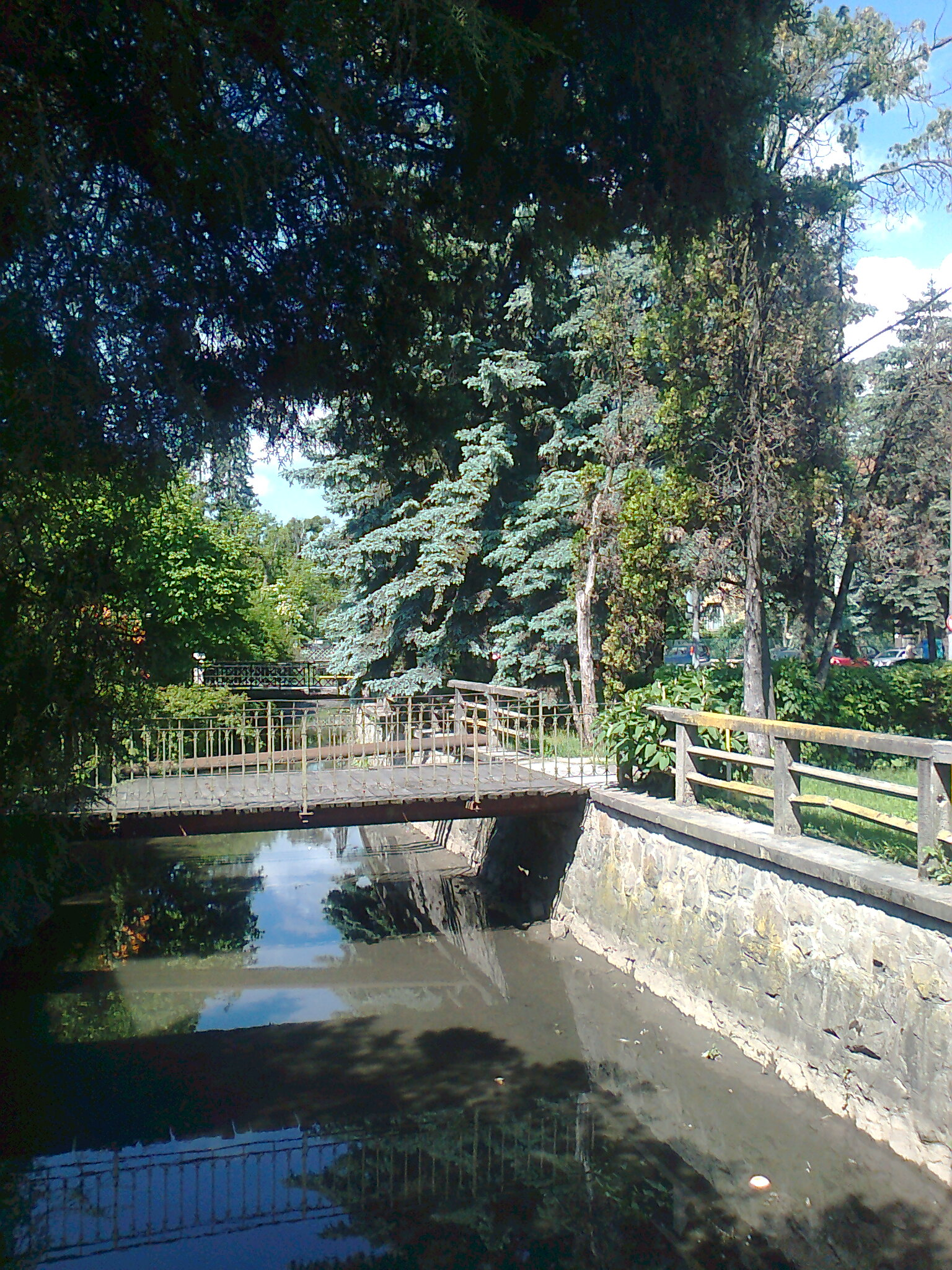
A Malomárok a Fürdő utcában

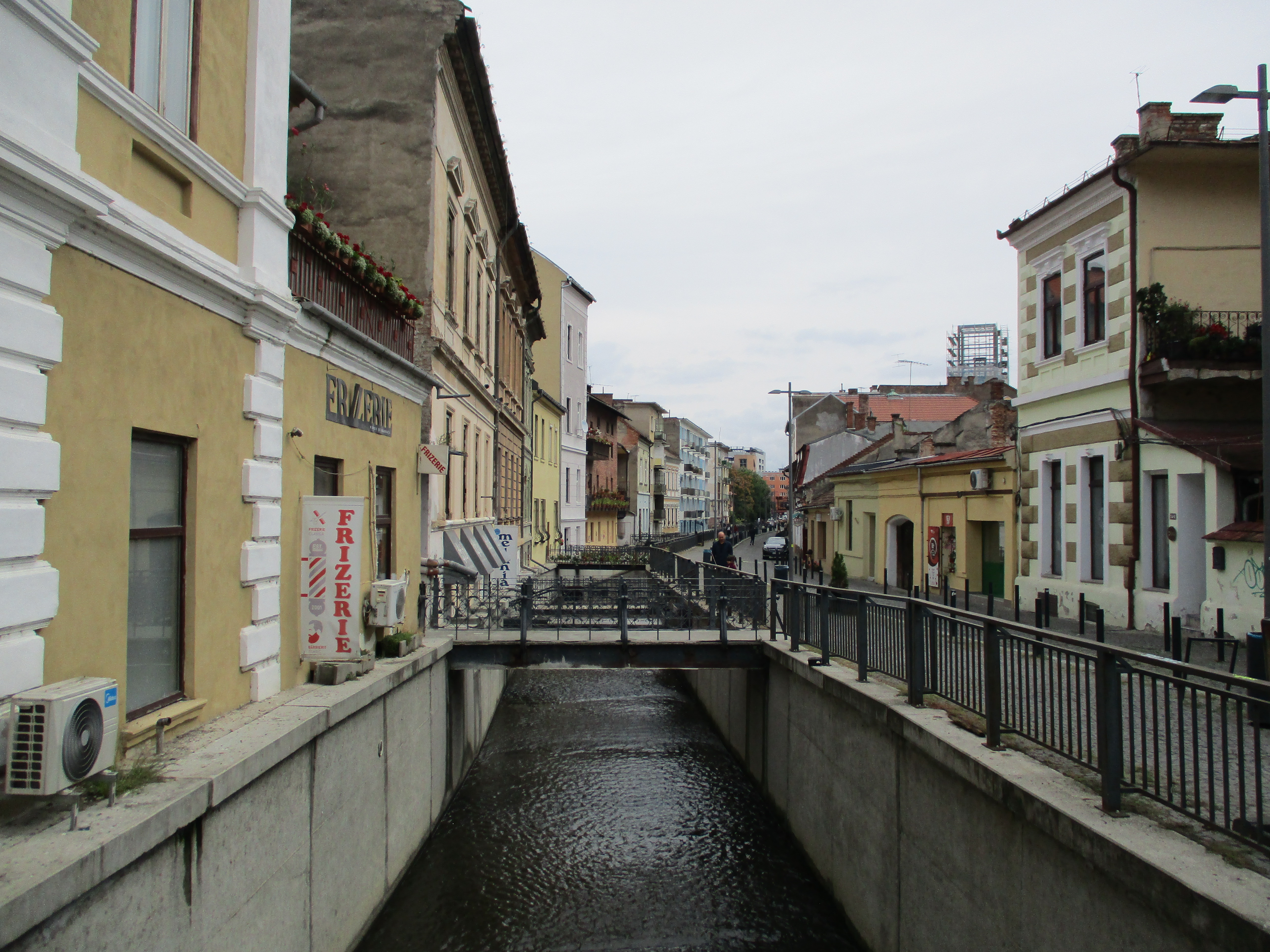
A Malomárok a Tímárok utcájában (2021)

A kolozsvári Malomárok (románul: Canalul Morilor) a Kis-Szamos ága. A város nyugati részének szélén ágazik el a Kis-Szamosból, végighalad a strand mellett, majd a Fürdő (Cardinal Iuliu Hossu) és a Malom (George Barițiu) utcáknak teljes hosszában, a nagypiac mellett és a keleti külvárosnál tér vissza a folyóba. Egyes vélemények szerint a középkori város vizesárkát is ellátó Szamos-ág mesterséges, mások úgy gondolják, hogy a bronzkorban keletkezett. Egy 1558-ban kelt dokumentum szerint a városi tanács a Szamosnak a városba vezetésére a fertályok által adott emberekkel földcsatorna ásását rendelte el. A monostori elágazásnál álló gátról az első adatok a 16. századból maradtak fenn. Ezzel szabályozták a Malomárokba engedett víz mennyiségét, amely elegendő volt a Malomárok partján álló papír-, lisztelő-, csertörő és ványolómalmok működtetésére. Az 1970-es évek végén új, magasabb gátat építettek, ezt követően a Malomárokba alig jutott víz. A malmok közül már egyik sem létezik.
A monostori Kétvízköz nyugati szélén, az egykori kendőgyár mellett a Malomárokból csatorna vezetett a Szamosba. Ezen eresztették le a folyón álló fafogó kis- és nagygereblyéhez a Hideg-Szamos völgyéből a vízen úsztatott tűzifát. Az 1960-as években a torkolatot csatornába bújtatták, az 1980-as évek közepén a partján lefektetett villamosvonal mentén kerítést emeltek. A Sétatéren keresztül is két árok kötötte össze a Malomárkot és a Szamost. Az egyik mellett, a Gyár (utóbb Malom, Fadrusz János, Eminescu) utca sarkán az 1820-ban épült Libuc-gáti malom állt, amelyet 1898-ban bontottak le.
A főposta északi oldalával szemben a Malomárok bal partján az 1920-as évekig még valóban malom állt, amelyet Nagymalom néven ismertek.
A Malom (Barițiu) utca közepén a 19. század közepén fedett híd vezetett át a Malomárok felett; ennek helyén az 1960-as években gyalogos vasbeton híd épült.
A Malomároknak mára már nincs funkcionális jelentősége. Egyes részeit 1987-ben, a villamosvonal kiépítésével párhuzamosan, a belváros rendezési munkái során le is fedték.